# Xã Van Buren, Quận Daviess, Indiana
Xã Van Buren (tiếng Anh: Van Buren Township) là một xã thuộc quận Daviess, tiểu bang Indiana, Hoa Kỳ. Năm 2010, dân số của xã này là 2.552 người.